# Amanita brunnescens
Amanita brunnescens es un hongo nativo de América del Norte del género Amanita. Se diferencia de A. phalloides por una volva frágil y por tener tendencia a oxidarse de color marrón.

## Taxonomía
En principio, el micólogo estadounidense Charles Horton Peck lo identificó como Amanita phalloides, altamente tóxico, pero fue nombrado por George F. Atkinson, de la Universidad de Cornell. Le puso ese nombre porque se oxidó de color marrón.

## Descripción
Amanita brunnescens tiene un píleo o sombrero principalmente marrón, a veces con tonos oliva, gris o rojos. El píleo alcanza de 8-9 cm de ancho cuando madura. Los márgenes no tienen restos del velo universal. La forma del sombrero puede ser campanulada o convexa, volviéndose plana a medida que madura. La carne es principalmente blanca o crema y puede tornarse marrón al contacto. Las láminas características de Amanita están separadas del estípite y son de color blanco. El estípite también es blanco, tiene un bulbo basal liso que se divide en una especie de pezuña. Se torna marrón rojizo en la mitad inferior, especialmente cuando se manipula, y mide en promedio de 9 cm de alto. Muestra un velo parcial, a menudo blanco con posible coloración marrón. Sin volva, pero puede haber restos volvales si se excava cuidadosamente el cuerpo fructífero, de color blanco a marrón.
En caso de que haya olor es a papas crudas. Para detectar el olor, que es muy suave, hay que cortar el estípite.
La esporada es blanca, y las esporas miden (7.0-) 8.0-9.2 (-9.5) × (6.5-) 7.2–8.5 (-9.2) μm, son globosas a subglobosas (ocasionalmente elipsoides) y amiloides. No hay fíbulas en la base de los basidios.

### Variaciones
Amanita brunnescens var. pallida es casi idéntica a la descripción anterior, pero con un color de píleo blanco.

## Toxicidad
Se desconoce si es comestible y puede ser venenoso.